# Ønskeliste
En ønskeliste (eller ønskeseddel) er en liste med gaver, som man ønsker sig i forbindelse med en begivenhed (f.eks. fødselsdag, jul, bryllup, barnedåb eller konfirmation).
En lang række isenkræmmerbutikker har elektroniske ønskelister som del af deres kundepleje – typisk skal de ønskede varer indgå i butikkens sortiment, ligesom der findes andre uafhængige hjemmesider.